# Germandat dels Natzarens de la Puríssima Sang de Nules
La Germandat de Natzarens de la Puríssima Sang és una confraria catòlica de la localitat de Nules, a la comarca de la Plana Baixa, al País Valencià. Té com a finalitat promoure el culte a la Passió de Crist i, en particular, a la devoció a la Puríssima Sang. Es va instituir oficialment el dia 21 d'octubre de 1940, data en què es firmaren els Estatuts de la Germandat per part de la Diòcesi de Tortosa, a la qual pertanyia Nules en aquells anys. No obstant això, l'actual Germandat presenta clars vincles històrics amb l'antiquíssima Confraria de la Puríssima Sang, fundada a la Capella de la Mare de Déu de la Soledat de Nules a finals del segle xvi.

## Història
La devoció a la Puríssima Sang de Nules té els seus orígens a finals del segle XVI, amb la consagració d’una capella pròpia l’any 1598 i la inclusió de la festa dins del calendari local. Al llarg dels segles XVII i XVIII, la confraria va mantenir una presència destacada a la vida religiosa i cívica del municipi. Durant el segle XIX i especialment amb la Guerra Civil espanyola, l'església de la Sang es deteriorà a causa de l'ocupació de les tropes del general Suchet durant la Guerra de Independència. Tant la confraria com el seu patrimoni van entrar en decadència fins després de la Guerra civil espanyola.

El 21 d’octubre de 1940 es funda la nova Germandat amb l’aprovació del bisbe de Tortosa, i es recupera la tradició processional de Setmana Santa. El primer pas que es va incorporar va ser el de Jesús Natzaré. En els anys posteriors es van afegir altres passos i es va reformar l’estètica de la germandat.

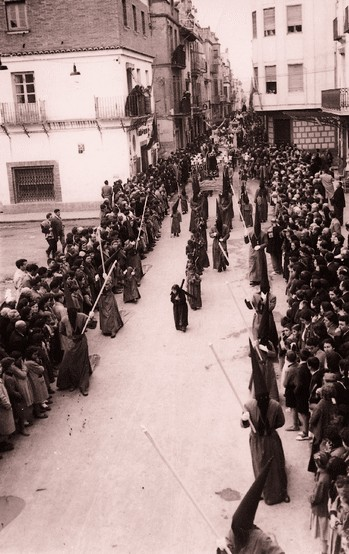
La Germandat en una processó als anys 50. Foto: R.Escrig

## Passos

### Jesús Natzaré
La imatge titular de la Germandat, Jesús Natzaré, és obra de l'escultor nuler En Enrique Giner Canet (1899-1990). Enrique Giner va nàixer a Nules el 20 de juliol de 1899. Estudià Belles Arts a l'Escola de Pintura, Escultura i Gravat de Sant Carles de València, i perfeccionà els seus coneixements a l'Escola de Belles Arts de Sant Ferran de Madrid. Enrique Giner rebé el 1940 l'encàrrec d'esculpir la imatge titular de la Germandat. La seua talla en fusta, d'excel·lent qualitat, mostra a Jesús amb mirada compassiva i de perdó, en la seua soledat anant cap al Calvari. Subjecta la Creu sobre el seu muscle esquerre i aguanta el travesser amb les dues mans. Encara que la talla vist una túnica de vellut de seda morada i ric brodat en fil d'or, restaurada el 2007, és una imatge totalment tallada i de mida natural. Abans de 1942 el Natzaré estava acabat. Giner adaptà el rostre i les dimensions de la imatge perquè foren similars a les de la primitiva imatge del Natzaré, cremada a l'agost de 1936. En canvi, sols policromà aquelles parts que no anaven a cobrir-se amb els vestits, deixant la resta de la talla neta.

### El Calvari
Les imatges del Crist, la Verge dels Dolors i Sant Joan Evangelista passaren a formar part del patrimoni de la Germandat cap a l'any 1943, quan la família Montoliu-Palmer donà les imatges de Sant Joan i la Verge Dolorosa, que havia adquirit al desaparegut taller dels Successors de Josep J. Sagrest i Cia d'Olot. D'aquest mateix taller procedeix la imatge de Crist Crucificat, també donació d'una família nulera, la família Ramon-Aràmbul. Inicialment, cadascuna de les imatges processonava en andes independents. Ja als anys 60 consta que les tres imatges estaven agrupades en una mateixa carrossa, donant-li al pas el seu aspecte actual.

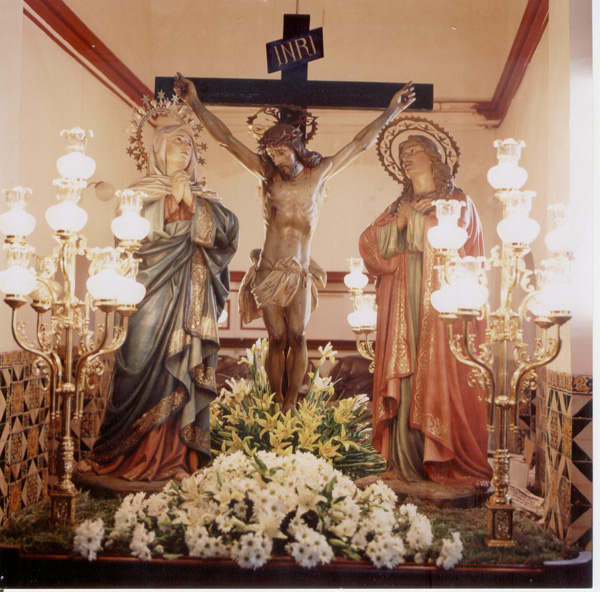
Pas de Jesús Crucificat, Verge dels Dolors i Sant Joan

### La Pietat
La Pietat fou una donació de Falange Espanyola Tradicionalista i de las JONS a la Germandat de Natzarens, promoguda per la Vicesecretaria d'Educació Popular de la dita associació l'1 d'abril de 1944. És una imatge d'estil paregut al del grup de Jesús Crucificat, la Verge dels Dolors i Sant Joan Evangelista, i també fou adquirida al taller de Successors de Josep J. Sagrest d'Olot. El rostre de la Verge conjuga el dolor per la mort de Crist i la compassió pels pecats de la humanitat. Amb la seua mà esquerra la Verge acarícia el rostre de Crist en un clar signe de tendresa. El 2025 la imatge va passar de circular sobre una estructura amb rodes a fer-ho sobre les espatlles, i a ser portada íntegrament per a dones.

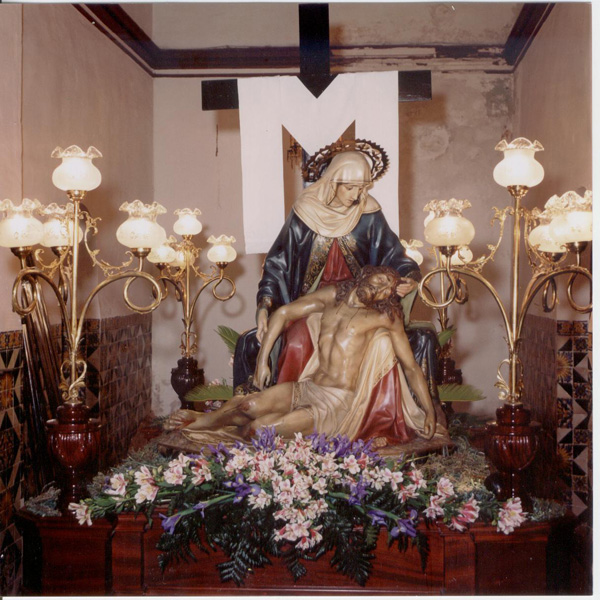
Pas de la Pietat

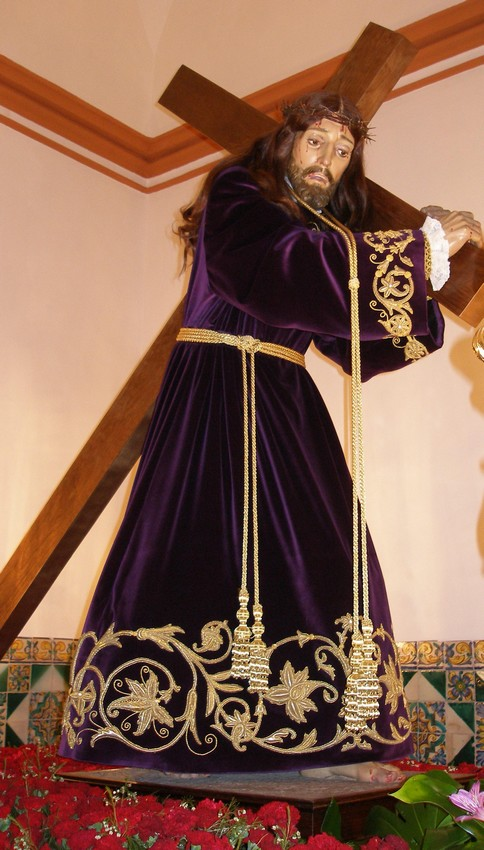
Pas de Jesús Natzaré, titular de la Germandat

### Sant Sepulcre
La Germandat de Natzarens també s'ocupa del SANT SEPULCRE que processona cada Divendres Sant pels carrers de la ciutat, ja que l'any 1969 la Junta de la Confraria va recollir els diners necessaris per fer-ne un de nou, vist que l'anterior estava en molt mal estat. Als anys 40 la Parròquia ja havia cedit a la Germandat aquest privilegi, atès que per aquells temps era l'única confraria que existia a Nules.

## Iconografia i vestimenta
L’escut de la Germandat inclou els símbols de la Passió sobre un fons de núvols. La vestimenta tradicional és una túnica morada, caputxa negra, capa daurada, cordó daurat i medalla amb l’escut. Abans de la reforma de vestuari es portava una túnica sense capa i amb faixa roja

## Banda de música
La Banda de Tambors i Bombos dels Natzarens es va crear el 1996. És un grup actiu i molt integrat en la vida diària de la Germandat, ja que col·labora en la venda de loteria, la recerca de nous confrares, etc. La Banda de la Germandat ha participat en nombroses cercaviles, processons i tamborades celebrades tant a Nules com en diferents localitats de la província, com la Processó de Dimecres Sant a Vila-real, la processó de "Les Tres Caigudes" en les festes de la Magdalena de Castelló, la processó del Via Crucis de Moncofa, la processó del Santíssim Crist del Calvari d'Alfondeguilla, la processó de Divendres Sant de Mascarell, etc. En 2003 s'uní a la Banda la Secció de Cornetes.

## Revista
En 2006 la Germandat publicà el primer número de la seua revista anual d'informació "El Nazareno". L'objectiu d'aquesta publicació és informar millor a tots els confrares de les diverses activitats que cada any s'organitzen per a preparar l'arribada de la Setmana Santa. La publicació té una tirada de 500 exemplars, portada i contraportada a color i 16 pàgines, i està disponible per a la seua descàrrega on-line des de la web oficial de la Germandat. El 2008 va publicar el tercer número.

## Galeria d'imatges

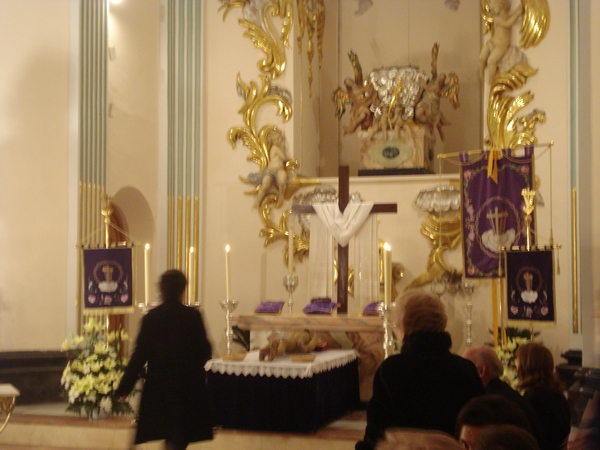
Monument del Divendres Sant
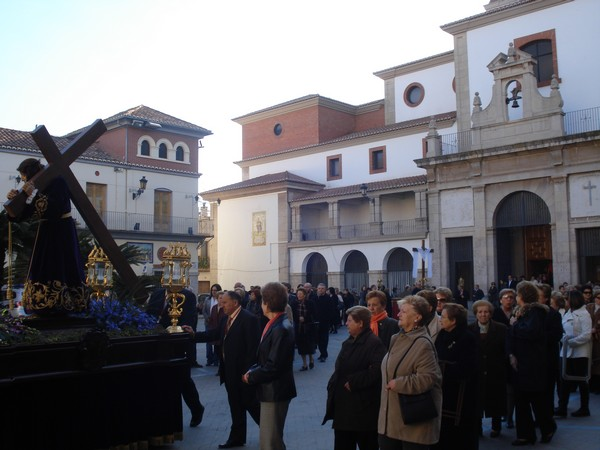
Via Crucis al Calvari
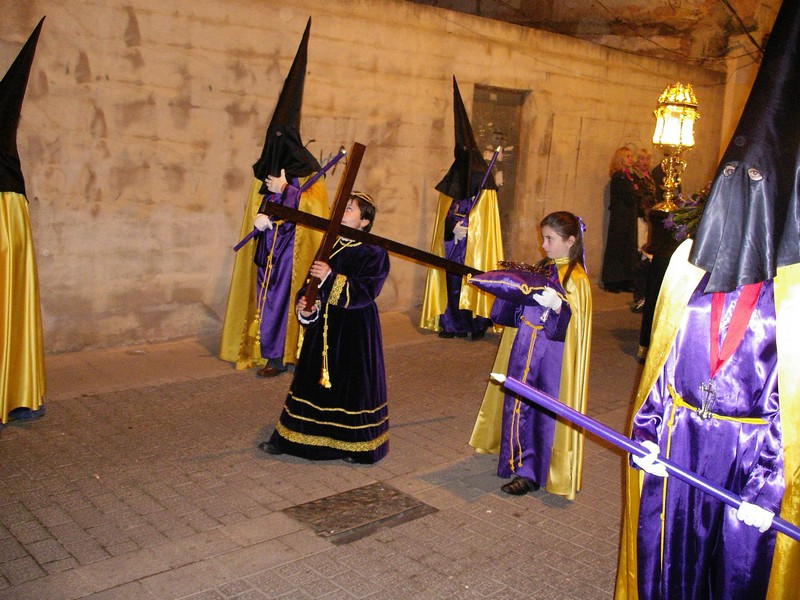
Processó
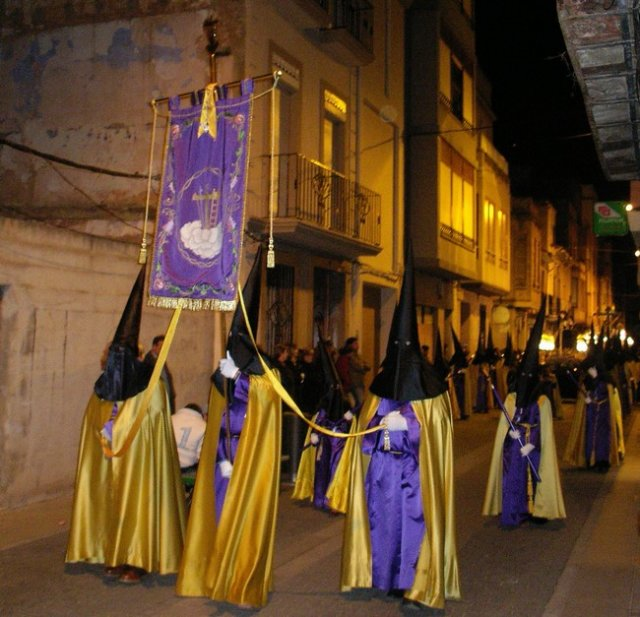
Processó
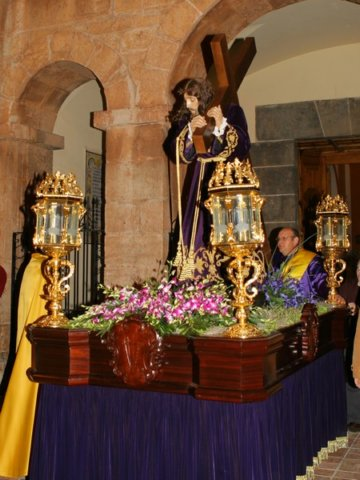
Eixida del Natzaré
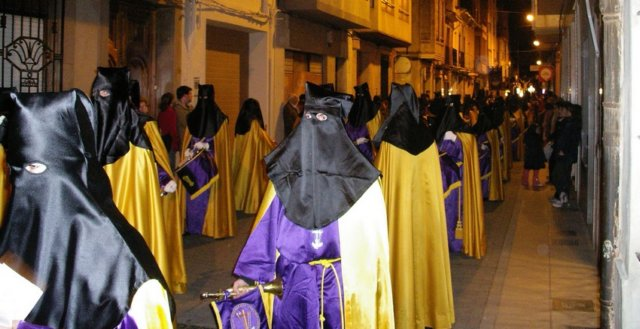
Processó
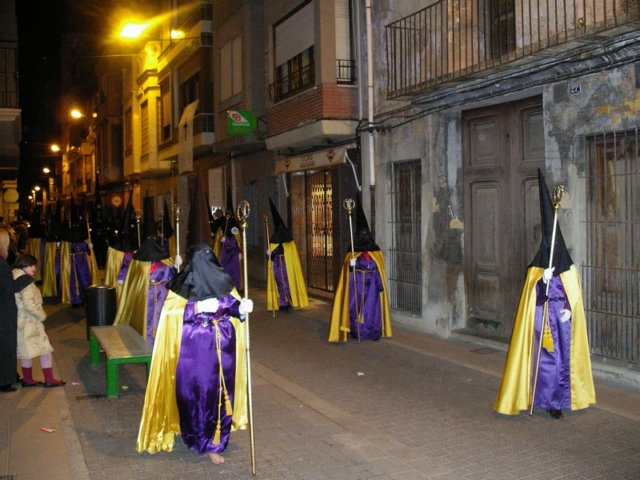
Processó
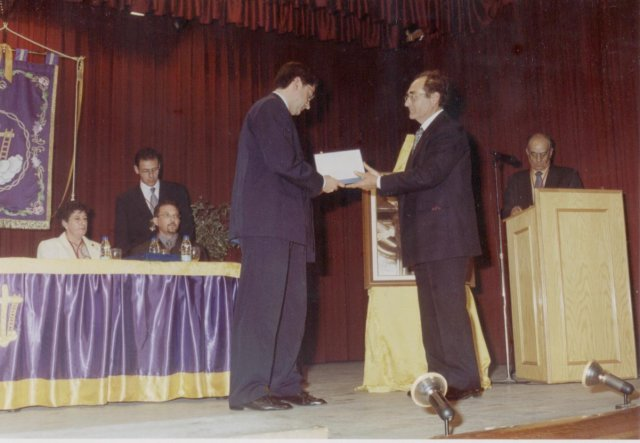
1r Pregó de Setmana Santa
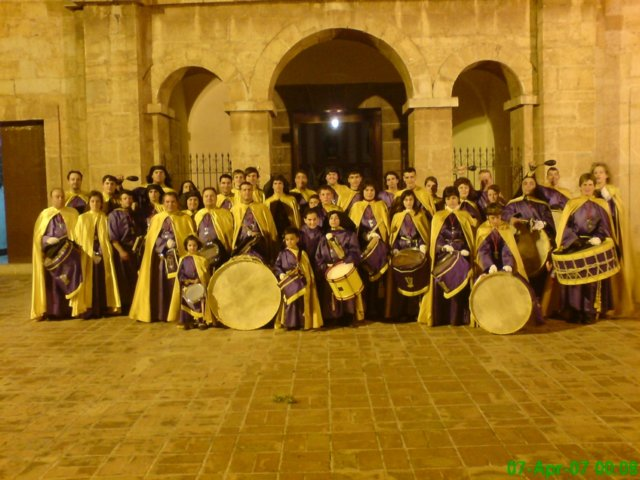
Banda de la Germandat, any 2007
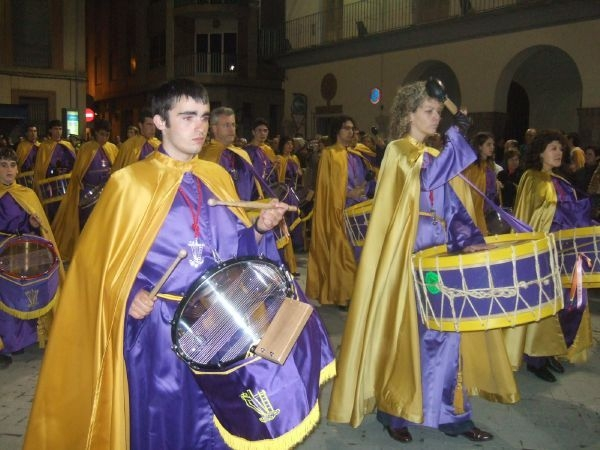
Tamborada, Banda de la Germandat
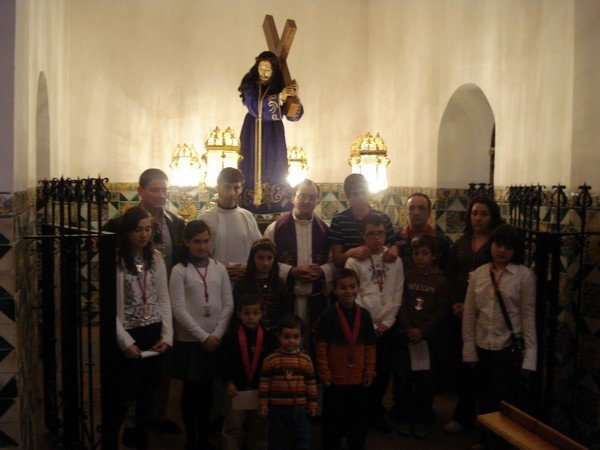
Imposició de Medalles als nous confrares